# Нарусова Людмила Борисівна
Людми́ла Бори́сівна На́русова (рос. Нарусова Людмила Борисовна, 2 травня 1951, Брянськ, РРФСР, СРСР) — російський історик та політична діячка. Член Ради Федерації від Тиви (2002—2010, 2016-) і Брянської області (2010—2012). Депутат Державної Думи Російської Федерації (1996—1999).
Вдова першого мера Санкт-Петербурга Анатолія Собчака і мати Ксенії Собчак.

## Нагороди
- Медаль "В пам'ять 850-річчя Москви" (1997)
- Медаль "На згадку 300-річчя Санкт-Петербурга" (2003)
- Медаль "За вірність Грузії" (Грузія, 2001).[1]
- Почесний знак "За досягнення в культурі" (Міністерство культури Російської Федерації, 2004).
- Почесне звання "Заслужений працівник республіки Тива" (2004)[2]
- Почесна грамота Ради Федерації (2012)[3]

## Санкції
Людмила Нарусова у якості депутата російського законодавчого органу, підтримала анексування суверенної української території. Нарусова є особою до якої накладені міжнародні санкції.
23 березня 2021 року додана до санкційного списку України.
23 березня 2022 року додана до санкціного списку Канади.

30 вересня 2022 року додана до санкційного списку США.
1. ↑  Ъ - Новости // Эдуард Шеварднадзе зашел сбоку / и вручил Людмиле Нарусовой медаль "За верность Грузии" - Коммерсантъ - Санкт-Петербург. web.archive.org. 13 грудня 2007. Архів оригіналу за 13 грудня 2007. Процитовано 3 травня 2023.
2. ↑  Заслуженный работник Тувы Нарусова осталась в Совете Федерации - новости политики в Санкт-Петербурге. web.archive.org. 25 лютого 2018. Архів оригіналу за 25 лютого 2018. Процитовано 3 травня 2023.
3. ↑  Людмила Нарусова награждена почетной грамотой Совета Федерации - ТАСС. TACC. Процитовано 3 травня 2023.
4. ↑  НАРУСОВА Людмила Борисівна - біографія, досьє, активи | Війна і санкції. sanctions.nazk.gov.ua (укр.). Процитовано 3 травня 2023.{{cite web}}:  Обслуговування CS1: Сторінки з параметром url-status, але без параметра archive-url (посилання)
5. ↑  Указ Президента України №109/2021 «Про рішення Ради національної безпеки і оборони України від 23 березня 2021 року «Про застосування, скасування та внесення змін до персональних спеціальних економічних та інших обмежувальних заходів (санкцій)»». Президент України. 23 березня 2021. Архів оригіналу за 23 березня 2021. Процитовано 6 лютого 2025.
6. ↑  Government of Canada, Public Works and Government Services Canada (13 квітня 2022). Canada Gazette, Part 2, Volume 156, Number 8: Regulations Amending the Special Economic Measures (Russia) Regulations. gazette.gc.ca. Процитовано 3 травня 2023.
7. ↑  Russia-related Designations and Designations Updates; Publication of Russia-related Frequently Asked Question.